# Masuk Mia Jony
Masuk Mia Jony (মাসুক মিয়া জনি; 16 gennaio 1998) è un calciatore bangladese, centrocampista dei Bashundhara Kings.

## Carriera

### Club
Ha giocato nella prima divisione bangladese.

### Nazionale
Tra il 2015 ed il 2019 ha giocato 12 partite in nazionale.

## Palmarès

### Club

#### Competizioni nazionali
- Campionato bengalese: 1

Bashundhara Kings: 2021
- Coppa del Bangladesh: 1

Bashundhara Kings: 2021